# Криптодоказующие программы
Криптодоказующие программы — специальные программные средства, смоделированные на основе формальных моделей (например, модель Долева-Яо) с использованием штатных средств и алгебры процессов, а также с приведением к математической логике философских теорий о знании, с целью доказать криптостойкость протоколов, и, по возможности, найти недостатки в безопасности.

## Классификация
С учетом определения и анализа криптодоказующих программ выделяют следующую классификацию, или так называемые приемы моделирования и формализации:
- подход, использующий знания и абстракции тождественной логики, представленные в конкретный момент времени или в конкретное событие;
- подход, основанный на «агентах», моделирующий деятельность протоколов при помощи мультимножественных подстановок;
- подход, основанный на алгебре процессов;
- подход, основанный на пространстве стрендов.

## Программы
- CPN Tools
- ProVerif
- AVISPA Tool
- SPAN
- SpecExplorer
- SPIN